# فنادق آي تي سي
فنادق ITC هي ثاني أكبر سلسلة فنادق هندية، حيث يتبع لها أكثر من 100 فندق. يتواجد القسم الرئيسي للسلسلة في مركز ITS الأخضر الموجود في غورغانو في نيودلهي.
تملك فنادق ITC أيضاً الامتياز الخاص من «مجموعة الرفاهية» (the luxury collection) في الهند وهي العلامة التجارية لـ (Star wood Hotels and Resorts) في الهند 

## التاريخ
دخلت شركة ITC المحدودة عالم الفنادق في 18 أكتوبر (تشرين 1) عام 1975 بافتتاح فندق في تشيناي (chennai) الذي سمي فندق chola. في 2006 ضمّت فنادق ITS 100 فندق في 75 موقع. تحظى فنادق ITS بسمعة منافسة من الاستضافات الملكية واستضافات القادة حول العالم.
مطاعم ITS في بخارى - بيشاور -داغستان دومبوخت وكيبابس وكوريس كلها مطابخ مشهورة صاحبة علامات تجارية اليوم. وقد اشتروا خط منتجات طعام ومطابخ في الهند.
تملك فنادق ITC واحد من أكثر المجموعات الفنية غلاء في الهند. وهناك متحف لمجموعتهم بدأ التخطيط له في كلكتا (في الهند).آخر فنادقهم هو ITC Grand Bharat المقام في مانيسار (غورغاون).

## علامة ITC التجارية

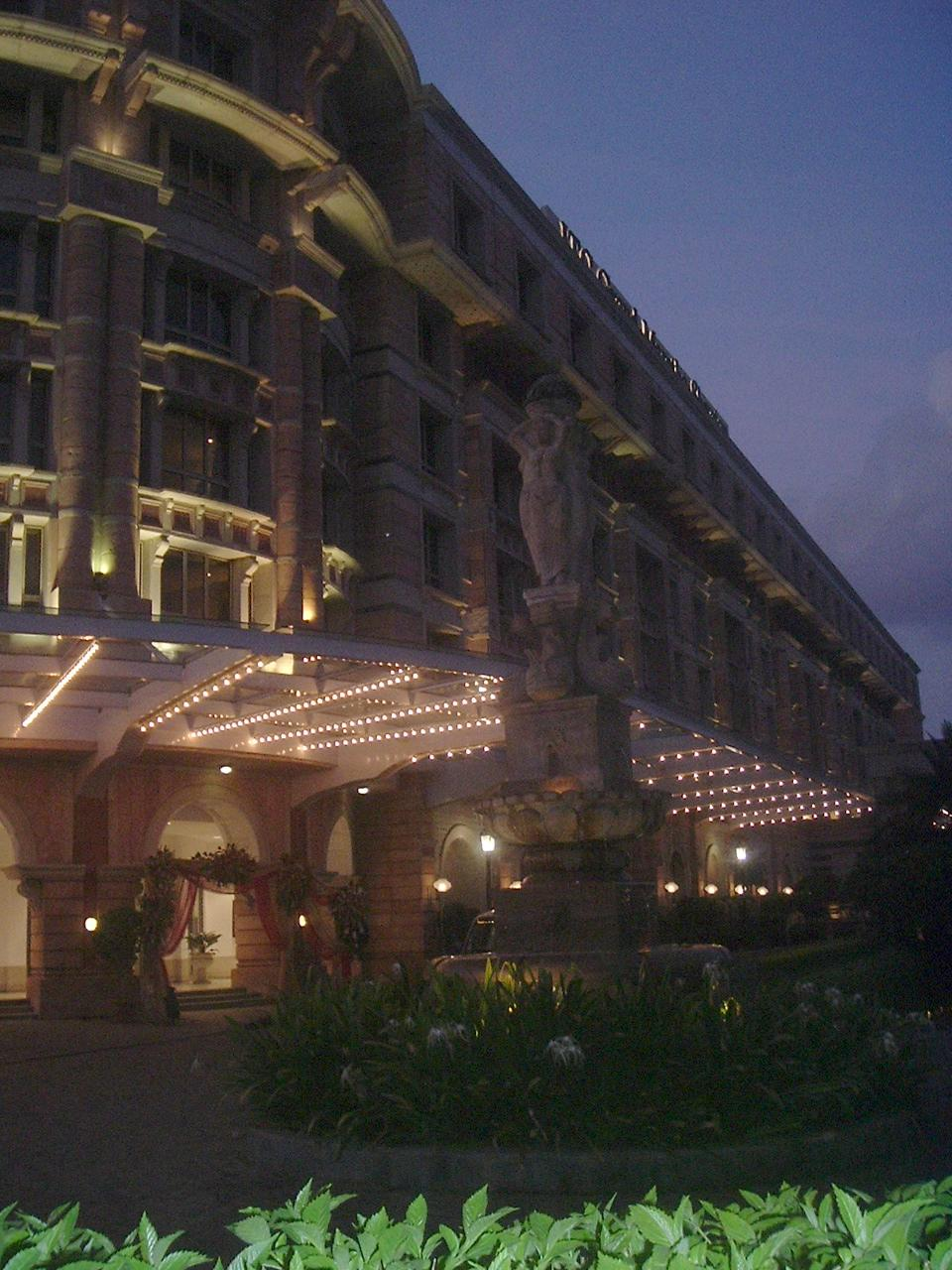
فندق ITC Grand Maratha في مومباي

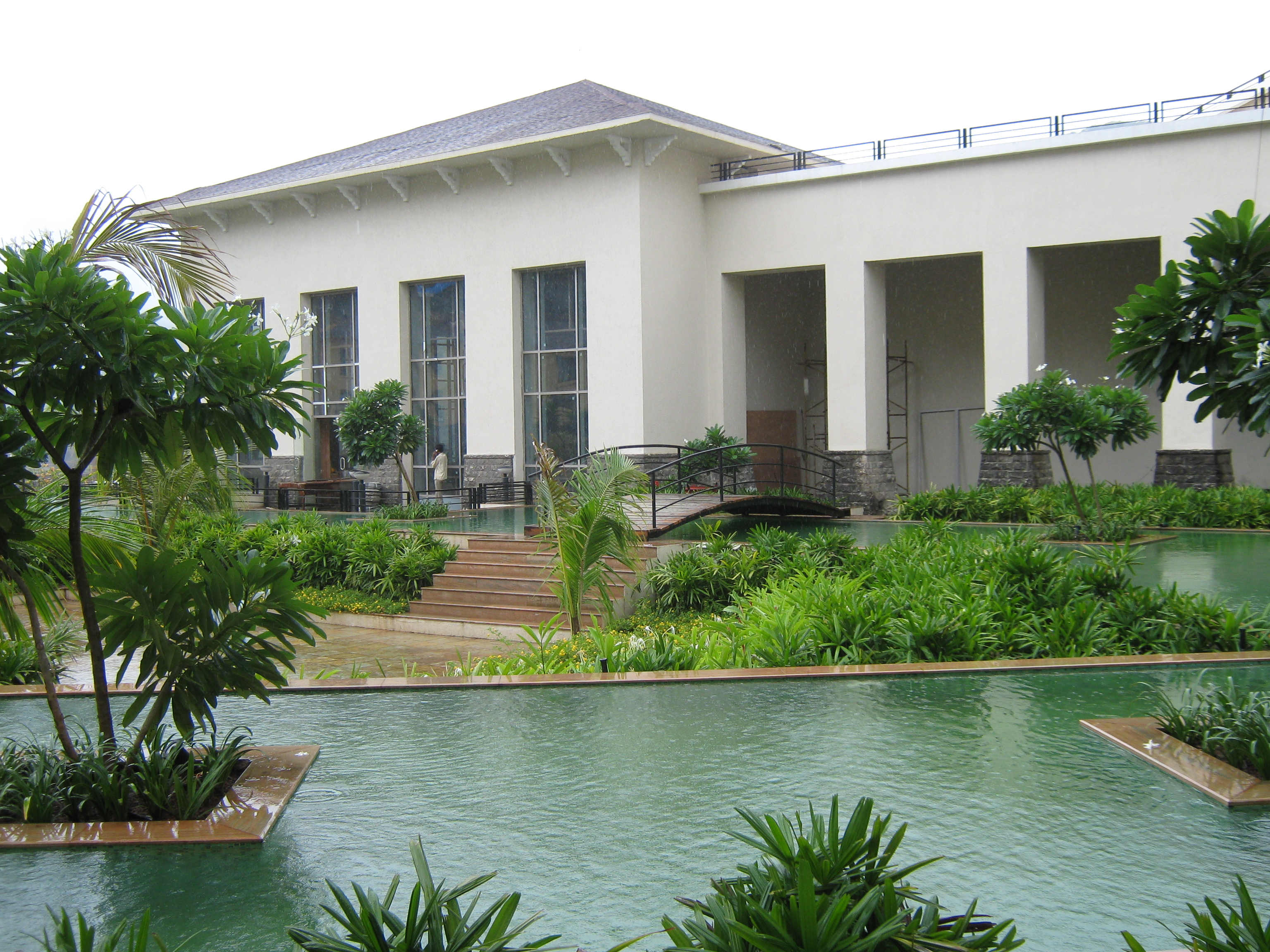
فندق Lavasa Fortune في لافاسا .ماهاراشتا

المجموعة اليوم تستثمر من قبل عدة علامات تجارية مميزة:
- فنادق مجموعة الرفاهية
- فنادق شيراتون
- فنادق Fortune التي تضم 54 فندق و 4446 غرفة في 41 مدينة في الهند
- فنادق Welcome Heritage

## المجموعة الفنية
في 1975 فنادق ITS جمعت مخزنا من الفنون بمشاركة أكثر من 50 فنان ضمنهم بعض الفنانين الهنود المعاصرين مثل A.G Subramanyam  Jatin Days ,Ram Kumar,M.FHussain ,F.N Souza,J.Swaminathan , Then Met a , Anjolie Ela Menon , Akbar Padamsee , A Ramachandran , Satish Gujral , Meera Mukherjee ,jamini Roy , Bikash Bhattacharjee , Sanjay Bhattacharjee , Gopi Gajwani , Biren Dey , Kim Michael ,G.R Santos ,Arpita Singh,Krishan matin